# Pełpin
Pełpin – część wsi Piaseczno w Polsce, położona w województwie świętokrzyskim, w powiecie sandomierskim, w gminie Łoniów. Nie ma sołtysa, należy do sołectwa Piaseczno.
W latach 1975–1998 Pełpin administracyjnie należał do województwa tarnobrzeskiego.